# Ngựa vằn
Ngựa vằn (tiếng Anh: Zebra;/ˈzɛbrə/ ZEB-rə hoặc /ˈziːbrə/ ZEE-brə) là một số loài họ Ngựa châu Phi được nhận dạng bởi các sọc đen và trắng đặc trưng trên người chúng. Sọc của chúng có những biểu tượng khác nhau, mang tính độc nhất cho mỗi cá thể. Loài động vật này thường sống theo bầy đàn. Không giống như các loài có quan hệ gần gũi như ngựa và lừa, ngựa vằn chưa bao giờ được thực sự thuần hóa. Có ba loài ngựa vằn: Ngựa vằn núi, Ngựa vằn đồng bằng và Ngựa vằn Grevy. Ngựa vằn đồng bằng và ngựa vằn núi thuộc phân chi Hippotigris, trong khi ngựa vằn Grevy lại là loài duy nhất của phân chi Dolichohippus. Cả ba loài này đều thuộc chi Equus bên cạnh những loài họ ngựa khác.
Những vằn sọc độc nhất của ngựa vằn khiến chúng trở thành một trong những loài động vật quen thuộc nhất đối với con người. Chúng xuất hiện ở nhiều kiểu môi trường sống, chẳng hạn như đồng cỏ, trảng cỏ, rừng thưa, bụi rậm gai góc, núi và đồi ven biển. Tuy nhiên những yếu tố con người khác nhau đã ảnh hưởng nghiêm trọng đến quần thể ngựa vằn, đặc biệt là nạn săn bắn lấy da và sự hủy hoại môi trường sống. Ngựa vằn Grevy và ngựa vằn núi đều đang bị đe dọa tuyệt chủng. Trong khi quần thể ngựa vằn đồng bằng rất đông, một phân chi của nhánh này là Quagga đã bị tuyệt chủng vào cuối thế kỷ XIX - mặc dù hiện nay có một kế hoạch gọi là Dự án Quagga đang được triển khai nhằm gây giống loài ngựa vằn có kiểu hình tương tự như Quagga theo một quá trình gọi là hồi phục giống.

## Từ nguyên
Trong tiếng Việt, tên gọi ngựa vằn đơn giản chỉ là những con ngựa có vằn, thực ra thì họa tiết của chúng dạng sọc (trắng đen) hơn là vằn. Từ zebra trong tiếng Anh có nguồn gốc từ năm 1600 trước công nguyên, từ ngựa vằn Ý hoặc có thể từ tiếng Bồ Đào Nha, theo ngôn ngữ Congo (như đã nêu trong Từ điển tiếng Anh Oxford). Từ điển Encarta lại nói nguồn gốc cuối cùng của từ này chưa chắc chắn, nhưng có lẽ nó xuất phát từ từ equiferus trong tiếng Latin nghĩa là "ngựa hoang"; là gộp lại của từ equus (ngựa) và ferus (hoang dã). Từ này được phát âm theo truyền thống bắt đầu bằng nguyên âm dài, nhưng trải qua thế kỷ XX, cách phát âm bắt đầu bằng nguyên âm ngắn trở nên phổ biến ở Anh cũng như các nước Khối thịnh vượng chung. Cách phát âm bằng nguyên âm dài vẫn còn được sử dụng theo tiêu chuẩn ở Hoa Kỳ.

## Phân loài và tiến hóa

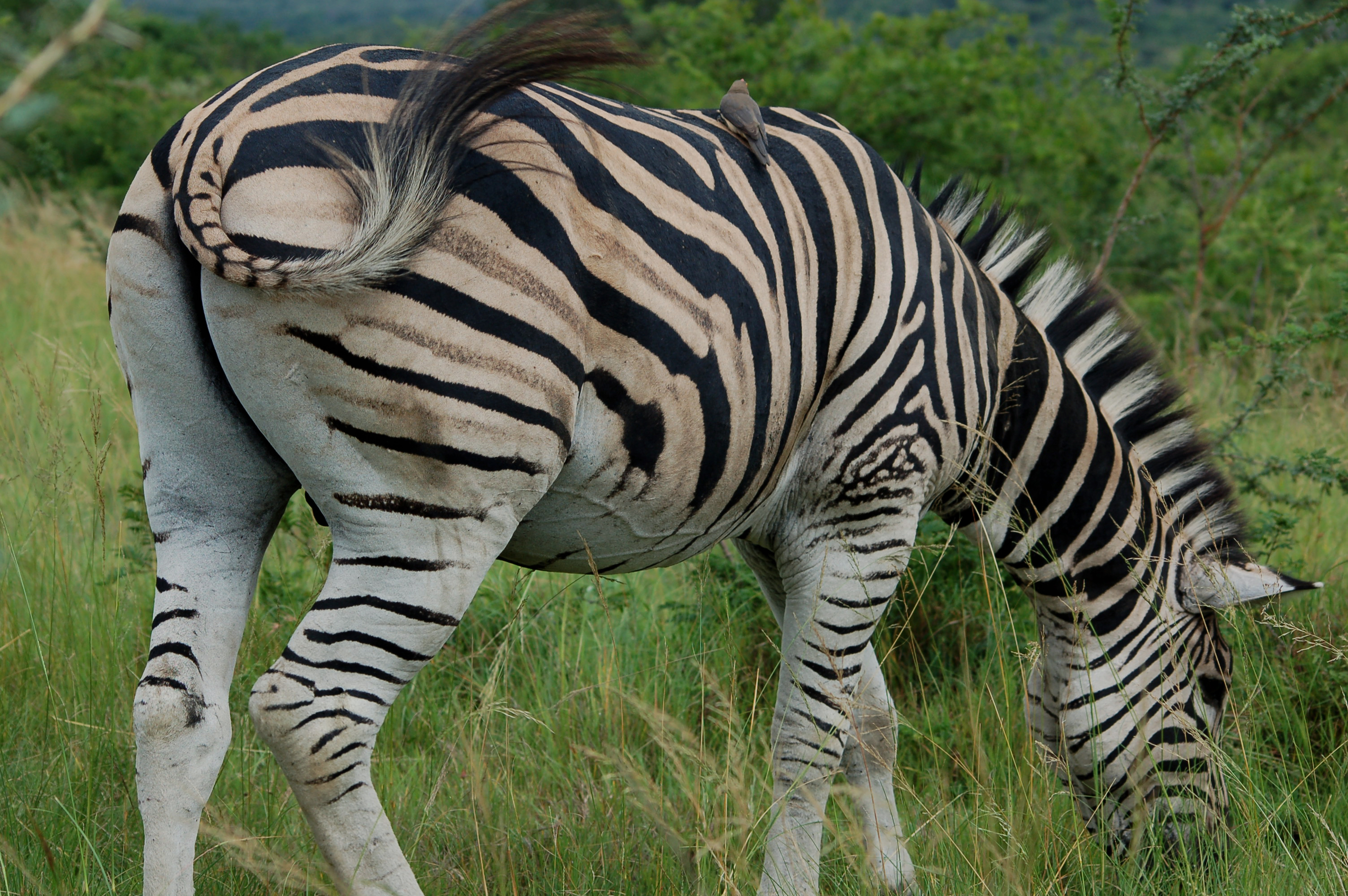
Một con ngựa vằn đang ăn cỏ

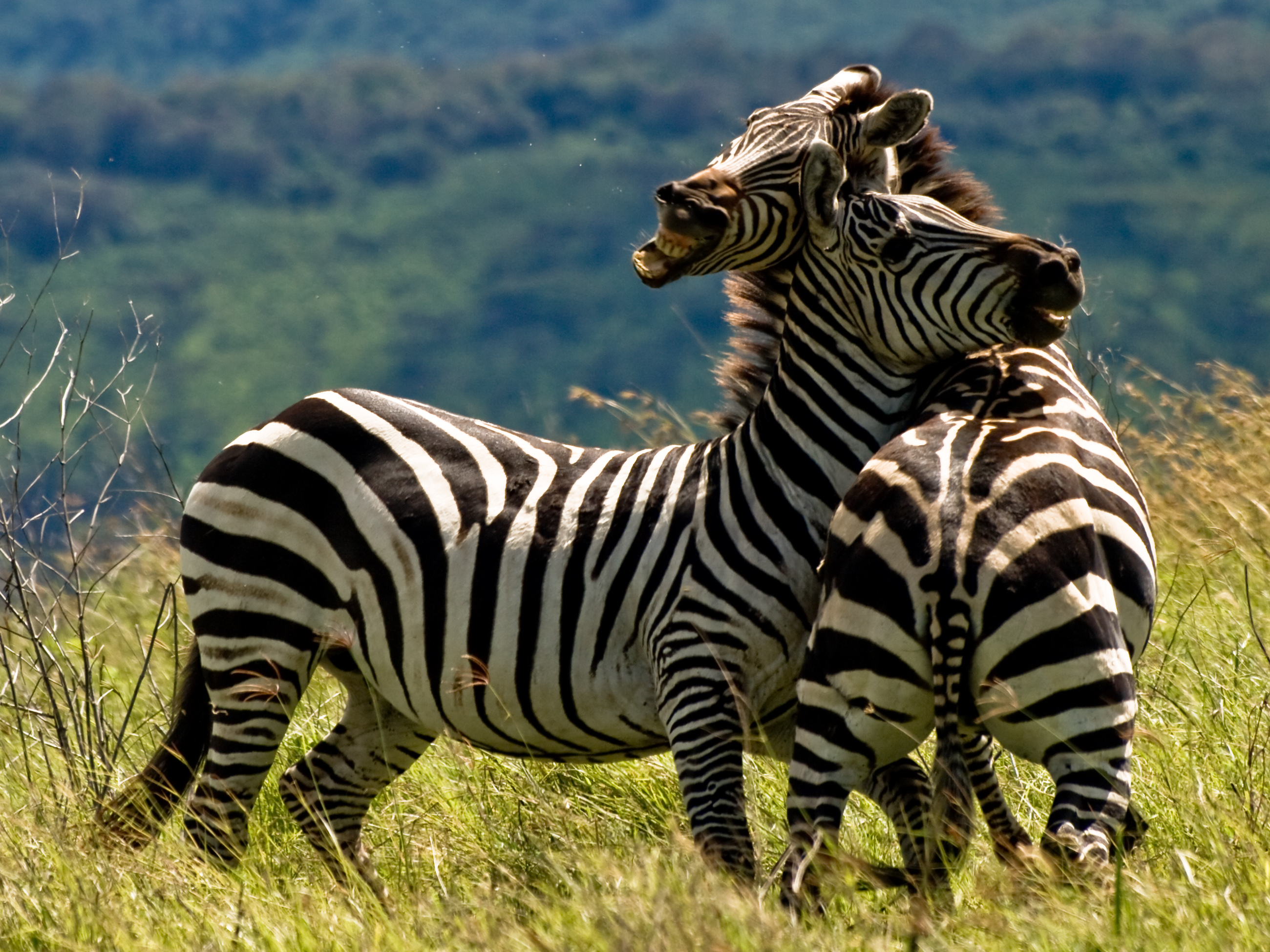
Hai con ngựa vằn đang chiến đấu

Ngựa vằn tiến hóa từ những con ngựa của Cựu Thế giới trong khoảng 4 triệu năm trước. Có gợi ý rằng ngựa vằn là loài đa ngành và các sọc ngựa đã tiến hóa nhiều hơn một lần. Các sọc to được thừa nhận sử dụng ít đối với loài ngựa sống ở mật độ thấp trong sa mạc (như lừa và ngựa), hoặc những con sống ở khí hậu lạnh hơn hàng năm với tấm lông xù xì (như một số con ngựa). Tuy nhiên bằng chứng phân tử lại cho rằng ngựa vằn là loài đơn ngành.

### Phân loài
- Chi: Equus (Chi Lừa ngựa)
  - Phân chi: Hippotigris: Ngựa vằn

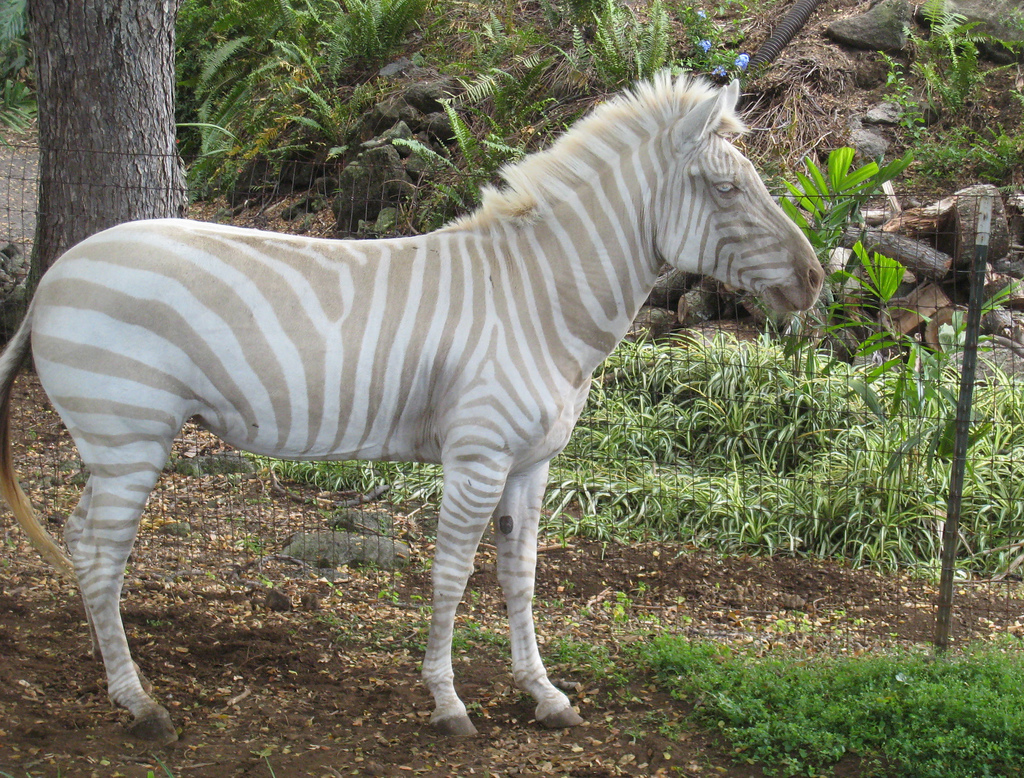
Một con ngựa vằn màu kem trong điều kiện nuôi nhốt.

    - Ngựa vằn đồng bằng (Equus quagga)
      - Equus burchellii, Equus quagga burchellii: Ngựa vằn Burchell
      - ''Equus quagga boehmi
      - Equus quagga borensis
      - Equus quagga chapmani
      - Equus quagga crawshayi
      - Quagga, Equus quagga quagga (tuyệt chủng)

    - Ngựa vằn núi (Equus zebra)
      - Equus zebra zebra
      - Equus zebra hartmannae

  - Phân chi: Dolichohippus
    - Ngựa vằn Grevy, Equus grevyi

Ngựa vằn đồng bằng (Equus quagga, trước đây là Equus burchelli) là loài phổ biến nhất, có khoảng sáu phân chi phân bố ở khắp miền Đông và Nam châu Phi. Những phân chi đặc biệt của nó là những ngựa vằn phổ biến như ngựa vằn Burchell (thực ra là phân chi Equus quagga burchellii), ngựa vằn Chapman, ngựa vằn Wahlberg, ngựa vằn Selous, ngựa vằn Grant, ngựa vằn Boehm và Quagga (một phân chi đã tuyệt chủng Equus quagga quagga).
Ngựa vằn núi (Equus zebra) ở tây nam châu Phi thường có bộ lông bóng với sọc bụng trắng và nhỏ hơn so với ngựa vằn đồng bằng. Ngựa vằn Grevy là loài lớn nhất với đầu dài và hẹp. Nó sống chủ yếu ở những vùng bán đồng cỏ khô cằn của Ethiopia và phía bắc Kenya. Ngựa vằn Grevy là loài quý hiếm nhất và được xếp vào diện có nguy cơ tuyệt chủng.

## Đặc điểm hình thể

### Kích thước và cân nặng

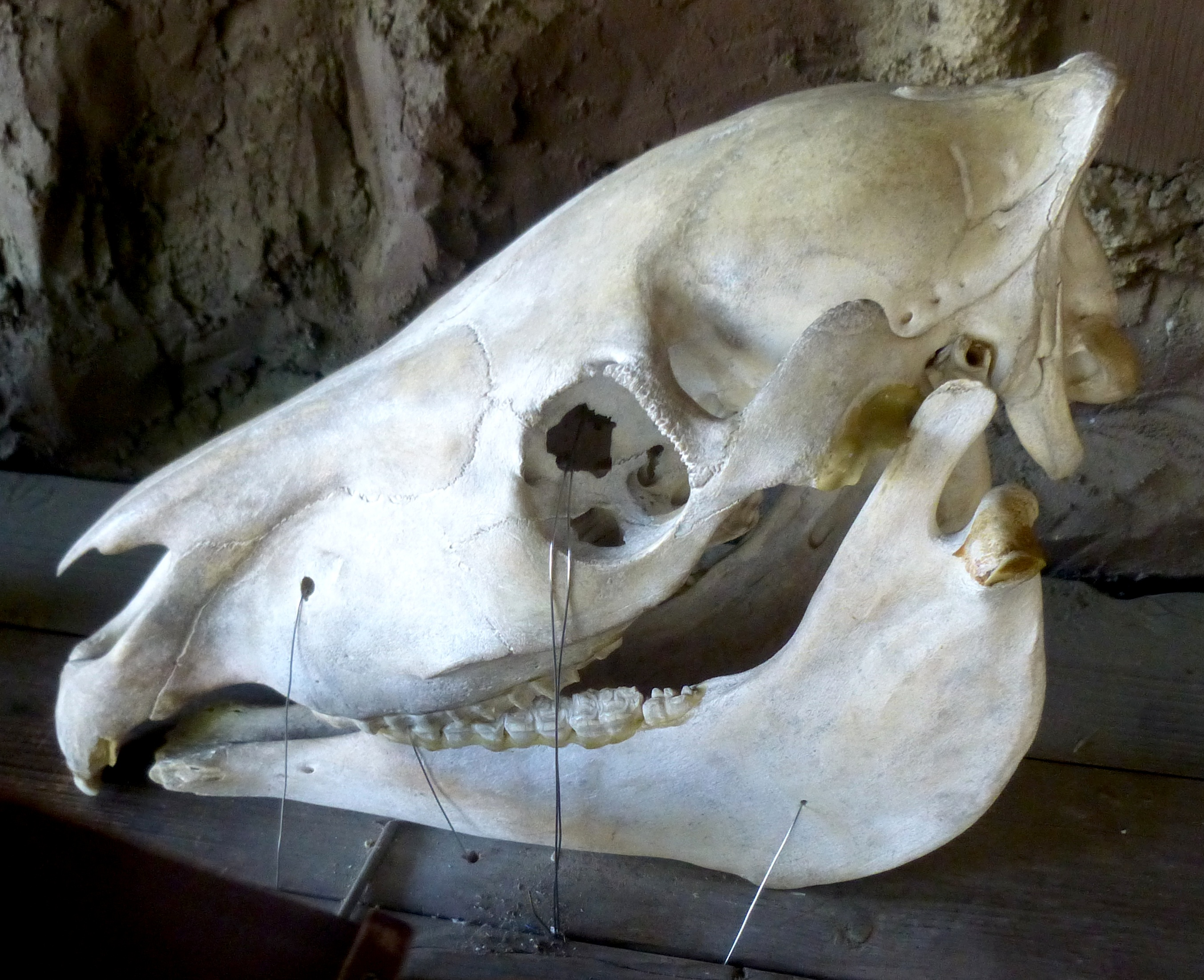
Sọ của một con Ngựa vằn Grant.

Những con ngựa vằn đồng bằng chung có độ dài vai khoảng 1,2–1,3 m (47–51 in) với chiều dọc cơ thể khác nhau, từ 2–2,6 m (6,6–8,5 ft) với cỡ đuôi 0,5 m (20 in). Nó có thể nặng tới 350 kg (770 lb), con đực thường lớn hơn con cái. Ngựa vằn Grevy có kích thước lớn hơn nhiều, trong khi của ngựa vằn núi lại nhỏ hơn.

### Vằn sọc

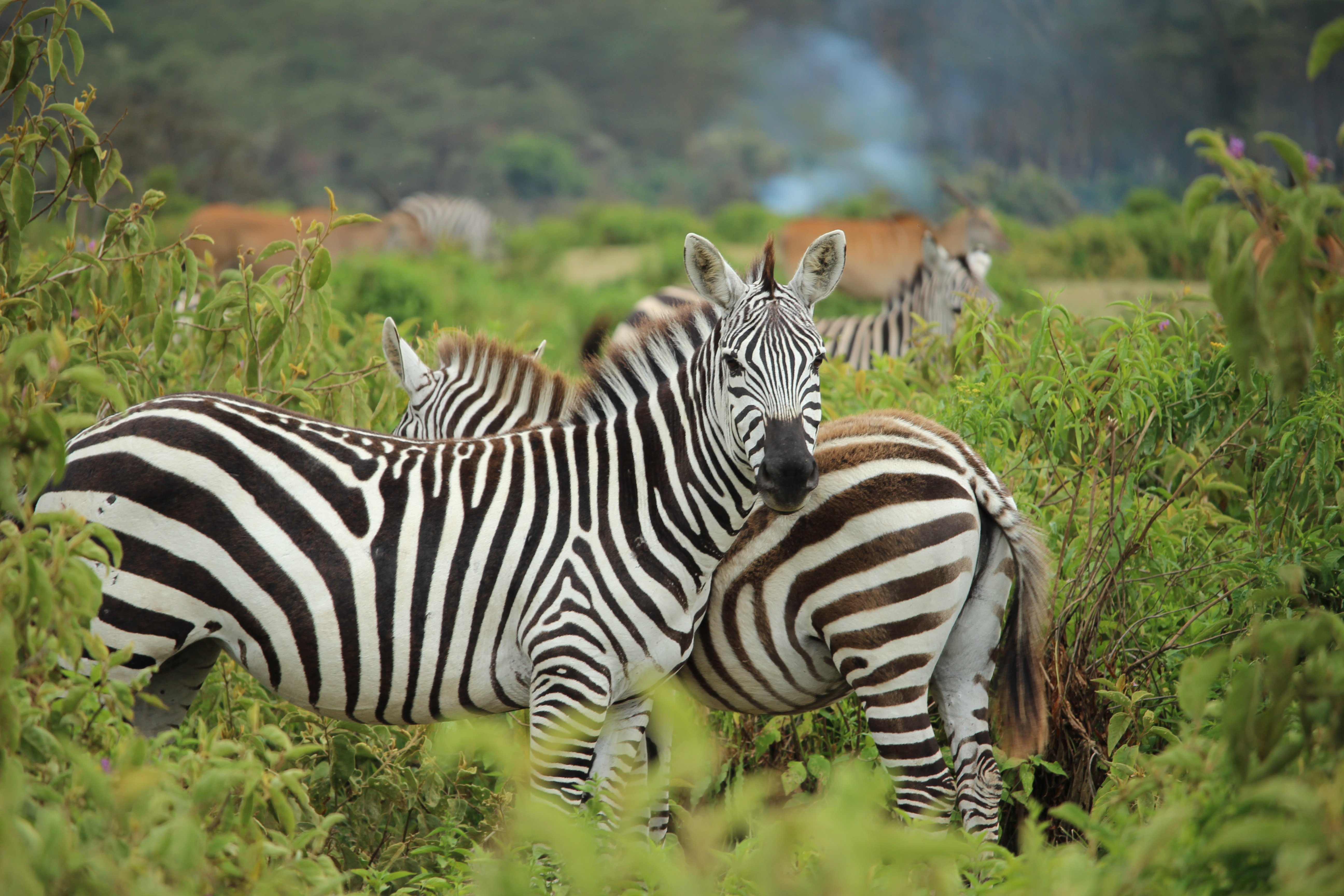
Ngựa vằn tại Kenya

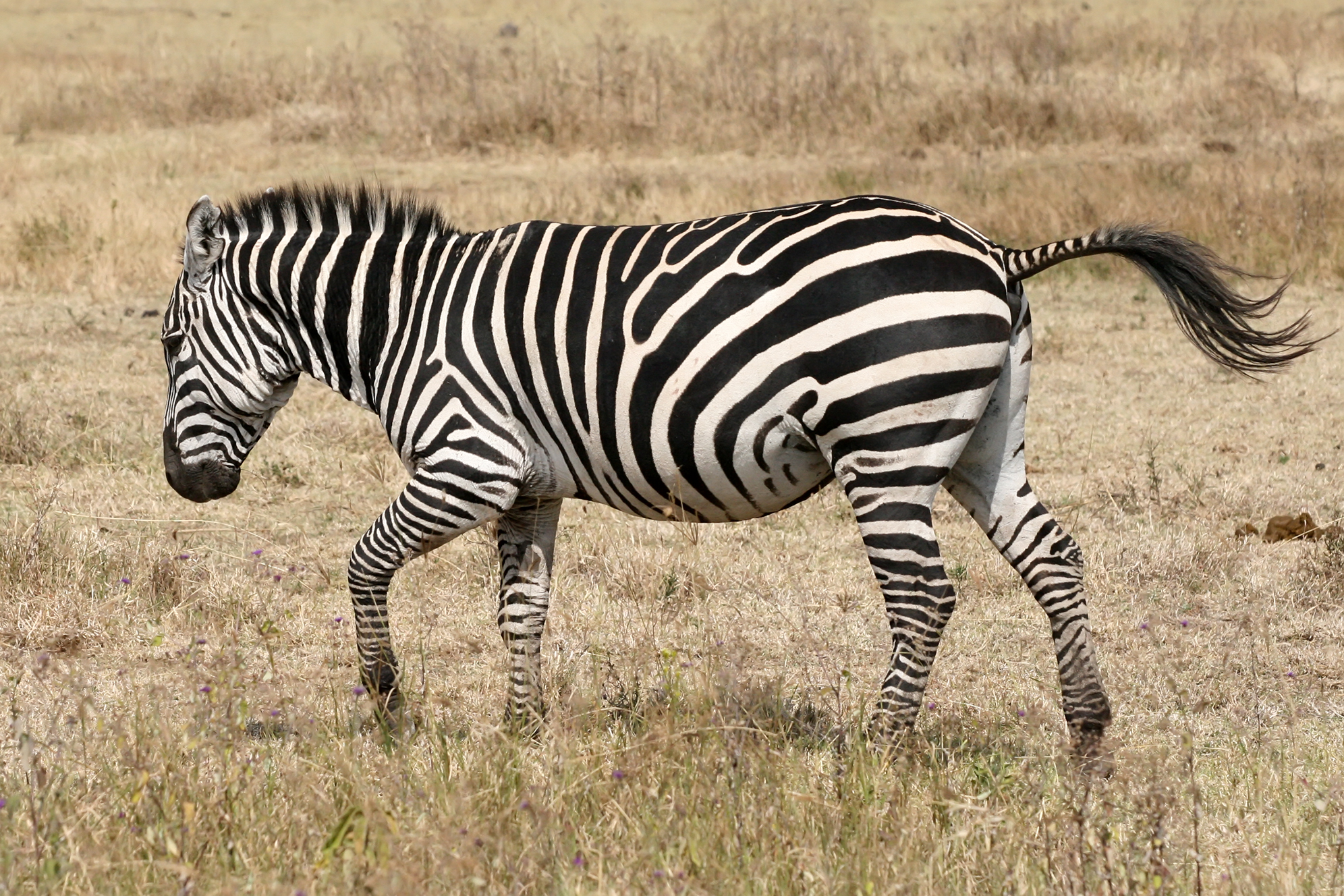
Các sọc đen và trắng có thể có một số chức năng.

Trước đây người ta tin rằng ngựa vằn là loài động vật trắng với sọc đen, kể từ khi một số con ngựa vằn có sọc trắng dưới bụng. Tuy nhiên bằng chứng phôi học lại cho thấy rằng màu lông nền của con vật này là màu đen và sọc trắng dưới bụng chỉ là phần thêm vào. Có khả năng các vằn sọc được tạo nên bởi sự kết hợp của những yếu tố này. Các vằn của con ngựa thường có hướng thẳng đứng ở nửa thân trước, riêng nửa thân sau thì có hướng nằm ngang.
Một vài giả thuyết đã được đưa ra để giải thích về sự tiến hóa của những sọc nổi bật trên ngựa vằn. Các giả thuyết dưới đây (1 và 2) đều liên quan đến hình thức ngụy trang:
- Sọc thẳng đứng có thể giúp ngựa vằn ẩn mình trong bụi cỏ bằng cách phá vỡ hình thể của nó. Ngoài ra, ngay cả ở khoảng cách vừa phải, sọc nổi bật còn kết hợp với màu xám hiện ngoài. Tuy nhiên cách ngụy trang này vẫn gây tranh cãi với những lập luận cho rằng hầu hết các loài săn mồi của ngựa vằn (chẳng hạn như sư tử và linh cẩu) không thể nhìn rõ ở một khoảng cách, nhiều khả năng chúng đã đánh hơi hoặc nghe thấy ngựa vằn từ một khoảng cách, đặc biệt là vào ban đêm.[14]
- Vằn sọc có thể giúp tránh gây nhầm lẫn với kẻ thù bằng hình thức ngụy trang chuyển động - một nhóm ngựa vằn đứng hoặc di chuyển gần nhau có thể xuất hiện thành một khối lượng lớn các sọc lập lòe, gây khó khăn hơn cho sư tử để chọn ra một mục tiêu.[15] Có gợi ý rằng khi di chuyển, vằn sọc có thể làm gây nhầm lẫn những kẻ quan sát, chẳng hạn như những kẻ thù động vật có vú và côn trùng cắn, bằng hai loại ảo ảnh: Hiệu ứng bánh xe ngựa, nơi nhận thức chuyển động bị đảo ngược, hoặc ảo ảnh barberpole, nơi nhận thức chuyển động bị sai hướng.[16][17]
- Vằn sọc còn có tác dụng làm tín hiệu thị giác và nhận dạng, giúp giảm nguy cơ bị lạc đàn.[5][13] Mặc dù hoa văn vằn sọc đều độc nhất đối với mỗi cá thể, ngựa vằn còn có thể nhận ra bầy đàn nhờ sọc trên người chúng.
- Các thí nghiệm của nhiều nhà nghiên cứu khác nhau cho thấy vằn sọc còn hiệu quả trong việc thu hút một số loài ruồi, bao gồm ruồi xê xê hút máu và ruồi trâu.[10][18] Một thí nghiệm năm 2012 tại Hungary cho thấy những mô hình sọc ngựa vằn gần như ít hấp dẫn đối với ruồi trâu. Những con ruồi này bị thu hút bởi ánh sáng tuyến tính phân cực, và nghiên cứu chỉ ra những sọc đen và trắng đã phá vỡ hoa văn hấp dẫn. Hơn nữa, sự hấp dẫn còn tăng với sọc rộng, vì vậy những sọc tương đối hẹp của ba loài ngựa vằn sống trở nên kém hấp dẫn đối với đàn ruồi.[19][20]
- Vằn sọc còn được sử dụng để làm mát cơ thể ngựa vằn.[11][21][22] Không khí có thể di chuyển nhanh hơn qua những sọc đen hấp thụ ánh sáng trong khi di chuyển chậm hơn qua những sọc trắng.[11] Điều này tạo ra dòng đối lưu xung quanh giúp ngựa vằn mát mẻ hơn. Một nghiên cứu còn phân tích rằng ngựa vằn càng có nhiều sọc thường sống trong môi trường nóng hơn.[11]

## Tương tác với con người

### Thuần hóa

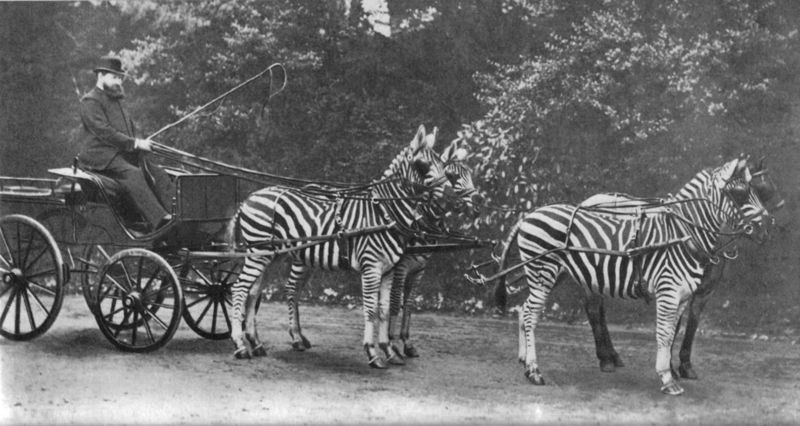
Lãnh chúa Rothschild với xe ngựa vằn nổi tiếng của ông (đàn Ngựa vằn đồng bằng), thường lái xe đi quanh Luân Đôn.

Những nỗ lực thuần hóa ngựa vằn để cưỡi đã được thực hiện, kể từ khi chúng có sức đề kháng tốt hơn những con ngựa bị bệnh châu Phi. Hầu hết những nỗ lực này đều thất bại bởi nỗ lực ban đầu để chế ngự những con ngựa hoang, do bản chất và khuynh hướng khó lường của ngựa vằn hoảng sợ khi bị căng thẳng. Chính vì lý do này mà lừa vằn (lai giữa ngựa vằn và ngựa hoặc lừa) được ưa chuộng hơn những con ngựa vằn thuần chủng.
Đại úy Horace Hayes trong cuốn "Points of the Horse" (khoảng năm 1893), đã so sánh sự hữu ích của nhiều loài ngựa vằn khác nhau. Năm 1981, Hayes đã thuần hóa một con ngựa vằn núi trưởng thành nguyên vẹn để cưỡi trong hai ngày, và loài động vật này đủ yên lặng để vợ ông cưỡi và chụp ảnh ở trên. Ông thấy ngựa vằn Burchell rất dễ huấn luyện, và coi nó là lý tưởng để thuần hóa, bởi nó đã được miễn dịch đối với vết cắn của ruồi xê xê. Ông coi con Quagga (giờ đã bị tuyệt chủng) rất phù hợp để thuần hóa bởi nó rất dễ huấn luyện để làm ngựa cưỡi và đóng yên.

### Bảo tồn
Dân số hiện đại đã gây tác động lớn đến quần thể ngựa vằn. Ngựa vằn đã và vẫn đang bị săn bắn để lấy da và thịt. Chúng còn cạnh tranh thức ăn với vật nuôi, gia súc và đôi khi bị tiêu hủy. Ngựa vằn núi Cape đã bị săn bắn đến mức gần như tuyệt chủng, với chỉ ít hơn 100 cá thể tính đến thập niên 1930. Quần thể này đã tăng lên khoảng 700 nhờ những nỗ lực bảo tồn. Tất cả các loài ngựa vằn núi đều đang được bảo vệ tại các vườn quốc gia nhưng vẫn còn nguy cơ tuyệt chủng.